# Grosseto
Grosseto je italské město v oblasti Toskánsko, hlavní město stejnojmenné provincie. Město v poslední době zažívá růst po letech, kdy patřilo mezi méně významná toskánská města.[zdroj⁠?!]

## Vývoj počtu obyvatel
Počet obyvatel

## Partnerská města
- Birkirkara, Malta
- Chotěbuz, Německo
- Montreuil, Francie